# Eupithecia josefina
Eupithecia josefina là một loài bướm đêm trong họ Geometridae.